# The European Conservative
The European Conservative est une publication conservatrice de langue anglaise axée sur la philosophie, la politique, la culture et les arts. Il publie des articles, des essais, des entretiens et des critiques sur différents types de pensée de droite conservatrice et traditionaliste en Europe et dans le monde.
The European Conservative est publié à la fois sous format papier trimestriel et sous format numérique sur son site internet. Tout le contenu de l'édition imprimée n'est pas disponible en ligne. Fin 2021, le site Web a commencé à publier des reportages quotidiens et des analyses d'actualités.

## Histoire

### Contexte et origines
The European Conservative a débuté en 2008 sous la forme d'un bulletin informel de quatre pages écrit et édité par un groupe de bénévoles associés au Centre pour le renouveau européen (CER), une organisation conservatrice basée à l'origine à La Haye, aujourd'hui à Amsterdam.
Le CER a été officiellement fondé en 2007, après une première réunion exploratoire en 2006 tenue au Kasteel De Vanenburg à Putten, aux Pays-Bas, qui a réuni des universitaires et des écrivains conservateurs de toute l'Europe et des États-Unis. Le CER organise désormais une réunion annuelle Vanenburg, du nom du lieu de cette première réunion de 2006.
Les plus éminents parmi les fondateurs du CER sont l'éditeur et écrivain allemand Caspar Freiherr von Schrenck-Notzing (1927–2009), l'historien et philosophe polonais Miłowit Kuniński (1946–2018) et le philosophe politique britannique Roger Scruton (1944–2020 ). D'autres personnalités clés impliquées dans le CER sont l'éthicien et philosophe politique Andreas Kinneging de l'Université de Leiden, le politologue András Lánczi, ancien recteur de l'Université Corvinus à Budapest, et RR Reno, rédacteur en chef de First Things.

### Développement et croissance
Cinq éditions de The European Conservative ont été publiées par intermittence sur une période de deux ans par un groupe de bénévoles associés au CER et à l'évènement fondateur du Vanenburg, avant que la production ne soit interrompue fin 2010.[réf. nécessaire]
En 2012, l'ancien rédacteur de discours, journaliste financier et rédacteur en chef (et cofondateur du CER) Alvino-Mario Fantini s'est porté volontaire pour prendre la relève en tant que rédacteur en chef, travaillant avec un groupe de bénévoles à distance. La publication a été repensée et de nouveaux contenus et fonctionnalités ont été ajoutés (par exemple, une image de couverture, des critiques de livres, des publicités). Le nombre de pages a également été augmenté. La distribution de la publication s'est poursuivie en tirages limités mais également sous forme de .pdf gratuit distribué par e-mail et disponible en ligne.
The European Conservative a publié au fil des ans des documents rédigés par des personnes étroitement associées au CER, ainsi que par d'autres auteurs, tels qu'Anthony Daniels ( Theodore Dalrymple ), Rémi Brague, Ryszard Legutko, Chantal Delsol, Mark Dooley, Todd Huizinga, Charles Coulombe, Alberto Fernandez, Roger Watson, entre autres.
Depuis 2019, The European Conservative est une publication indépendante publiée par le "European Conservative Nonprofit Ltd", en collaboration avec l'organisme de recherche CEDI/EDIC à Vienne, le groupe de réflexion italien Nazione Futura à Rome et la Bibliothek des Konservatismus à Berlin.
L'actuel rédacteur en chef de la publication est Alvino-Mario Fantini, qui a également écrit pour The American Spectator, Crisis, The New Criterion, Far Eastern Economic Review, Catholic World Report, The American Conservative et The Wall Street Journal Europe . Il est également un intervenant fréquent lors de divers événements organisés par ADF International, Austrian Economics Center, New Direction, De Nicola Center for Ethics and Culture at the University of Notre Dame, CEFAS à l'Université CEU-San Pablo, le groupe Identité et Démocratie au Parlement européen, et les conférences sur le conservatisme national,.

### Activités et événements
The European Conservative a organisé et coparrainé plusieurs événements au fil des ans. En juin 2021, pour célébrer la relance de la publication (avec son édition été 2021), il a organisé une table ronde avec plusieurs universitaires dans l'un des cafés Scruton à Budapest, en Hongrie,.
En septembre 2021, à l'occasion de la parution de son édition automne 2021, la publication a organisé une série de panels d'une journée à la Villa Lónyay-Hatvany à Budapest, avec des invités du monde académique et politique,,.
En mars 2022, la publication était l'un des nombreux partenaires officiels de la Conférence nationale sur le conservatisme qui s'est tenue à Bruxelles.
Du 30 septembre au 2 octobre 2022, cinq jours après les élections législatives anticipées en Italie, The European Conservative a co-organisé, avec Nazione Futura et la Fondazione Tatarella, une conférence de deux jours sur le « conservatisme italien ». Cela comprenait des panels en anglais et en italien, avec des panélistes et des conférenciers principaux discutant et débattant de différentes idées conservatrices ainsi que de diverses approches de la gouvernance et des politiques conservatrices. L'événement a été largement couvert par divers médias italiens et européens,,,,.
The European Conservative a également participé à la Young Leaders Academy 2022, organisée par New Direction et le Centre pour le renouveau de la culture à Split, et la Bibliothek des Konservatismus à Berlin,.

## Contributeurs
The European Conservative publie à la fois des universitaires et des écrivains conservateurs établis et bien connus, ainsi que des écrivains moins connus, jeunes ou inconnus du monde entier.
Parmi les nombreux contributeurs à The European Conservative au fil des ans, citons :
- Rémi Brague, philosophe français et lauréat du prix Ratzinger 2012.
- Charles Coulombe, historien et spécialiste de la monarchie austro-hongroise.
- Chantal Delsol, philosophe française.
- Anthony Daniels, essayiste anglais.
- Mark Dooley, philosophe, écrivain et chroniqueur irlandais.
- Alberto M. Fernandez, ancien diplomate américain et vice-président du Middle East Media Research Institute (MEMRI).
- Anne-Élisabeth Moutet, journaliste, écrivain et chroniqueuse française.
- John O'Sullivan, président de l'Institut du Danube à Budapest et chercheur principal au National Review Institute à Washington, DC

À l'été 2022, le revendeur britannique de la publication, WHSmith, a retiré tous les exemplaires de The European Conservative de ses étagères après les plaintes de deux clients éminents - Alexi Kaye Campbell, un dramaturge gréco-britannique, et son partenaire civil Dominic Cooke, un réalisateur anglais et écrivain—sur une partie du contenu de la publication.
Citant une interview du Premier ministre hongrois Viktor Orbán dans l'édition du printemps 2022, ainsi qu'un commentaire critique sur les marches de la fierté et une caricature éditoriale de l'artiste libertaire "Bob" Campbell, tous deux dans l'édition été 2022, Campbell et Cooke ont exhorté leurs amis et abonnés sur Instagram et Twitter à faire pression sur WHSmith pour qu'ils retirent le magazine - qu'ils ont qualifié de "saleté fasciste" - de leurs étagères.
Des médias tels que Tichys Einblick (Allemagne), National Catholic Register (États-Unis), Gaceta de la Iberoesfera (Espagne), Power Line (États-Unis) et Junge Freiheit (Allemagne), ont entre autres, couvert l'incident. Après une légère polémique, WHSmith a décidé d'autoriser le retour de la publication à partir de l'édition d'automne 2022,,,,.